# Dasysyrphus
Dasysyrphus là một chi ruồi trong họ Syrphidae.

## Các loài
Chi này gồm các loài sau:
- Dasysyrphus albostriatus (Fallén, 1817)
- Dasysyrphus amalopis (Osten Sacken, 1875)
- Dasysyrphus bilineatus (Matsumura, 1917)
- Dasysyrphus corsicanus (Becker, 1921)
- Dasysyrphus creper (Snow, 1895)
- Dasysyrphus eggeri (Schiner, 1862)
- Dasysyrphus friuliensis (van der Goot, 1960)
- Dasysyrphus hilaris (Zetterstedt, 1843)
- Dasysyrphus intrudens (Osten Sacken, 1877)
- Dasysyrphus lapidosus Barkalov, 1990
- Dasysyrphus lenensis Bagatshanova, 1980
- Dasysyrphus limatus (Hine, 1922)
- Dasysyrphus lotus (Williston, 1887)
- Dasysyrphus nigricornis (Verrall, 1873)
- Dasysyrphus osburni (Curran, 1925)
- Dasysyrphus pauxillus (Williston, 1887)
- Dasysyrphus pinastri (De Geer, 1776)
- Dasysyrphus postclaviger (Stys & Moucha, 1962)
- Dasysyrphus reflectipennis (Curran, 1921)
- Dasysyrphus tricinctus (Fallén, 1817)
- Dasysyrphus venustus (Meigen, 1822)

Danh sách này không đầy đủ, bạn cũng có thể giúp mở rộng danh sách.

## Hình ảnh

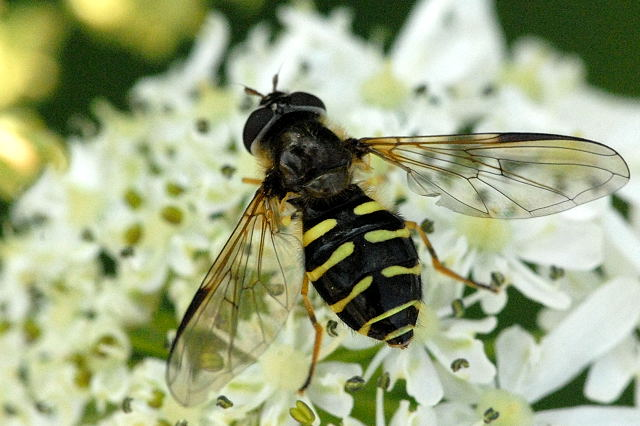
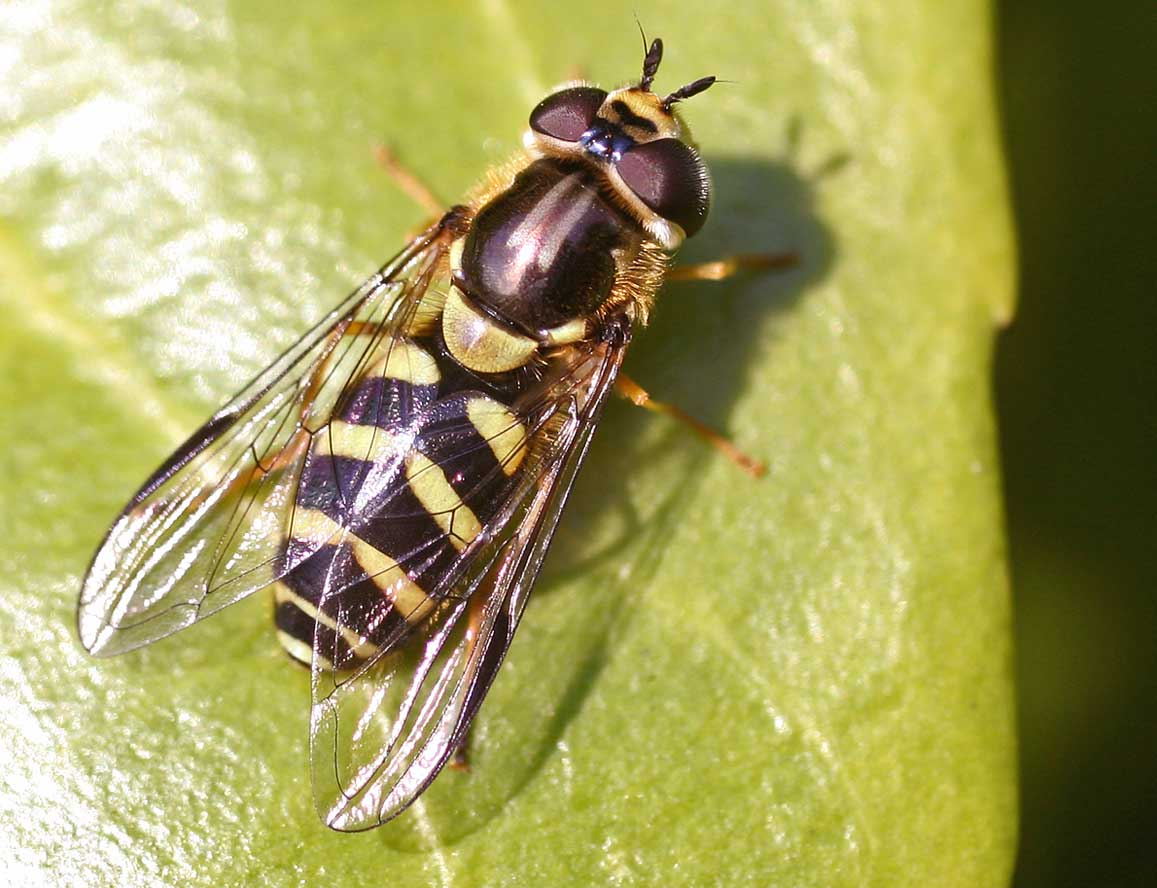
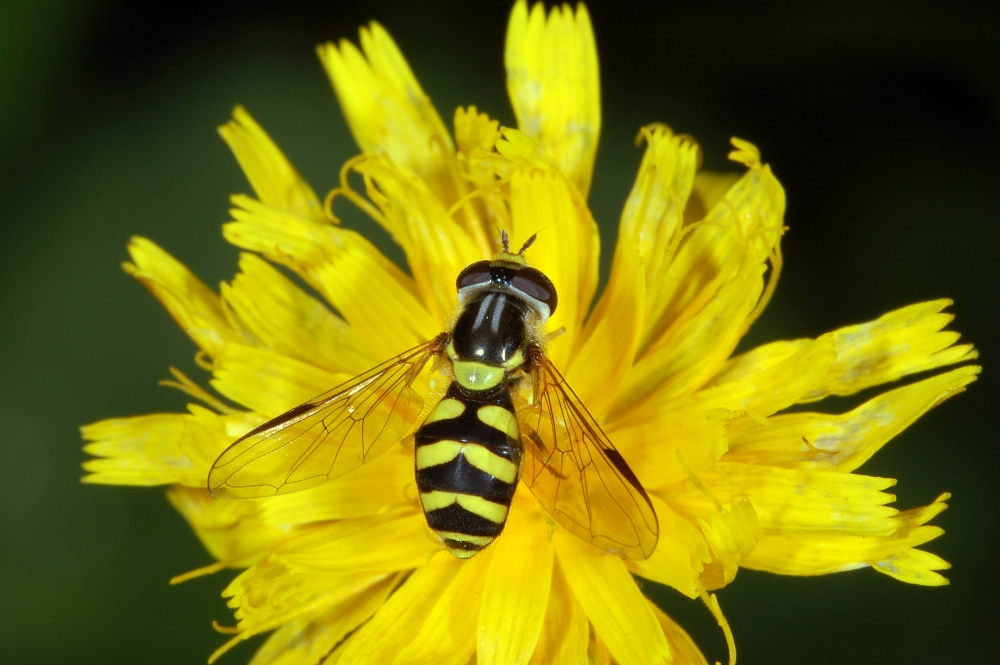